# Distretto di Luozhuang
Il distretto di Luozhuang (罗庄区S, Luózhuāng QūP) è un distretto della Cina, situato nella provincia dello Shandong e amministrato dalla prefettura di Linyi.